# Boekenbeurs van Kaapstad
De boekenbeurs van Kaapstad (Cape Town Book Fair, CTBF) wordt sinds 2006 georganiseerd en vond aanvankelijk jaarlijks plaats in Kaapstad, Zuid-Afrika. In 2011 werd de beurs voor het eerst een jaar overgeslagen, met als planning over te stappen naar een tweejaarlijks evenement. In 2012 vond het evenement plaats van 15 tot 17 juni. De eerstvolgende editie staat gepland van 13 tot 15 juni 2014.
De boekenbeurs van Kaapstad wordt georganiseerd door een joint venture van de Zuid-Afrikaanse uitgeverijbond PASA en de Frankfurter Buchmesse. Voorafgaand aan deze boekenbeurs is de Internationale Boekenbeurs van Zimbabwe jarenlang de belangrijkste boekenbeurs van Afrika geweest, op de Arabische wereld na waar de Internationale Boekenbeurs van Caïro de grootste speler is.
De eerste boekenbeurs werd gehouden van 17 tot 20 juni 2006 in het Cape Town International Convention Centre, met het motto Celebrate Africa. Hiermee werd aangegeven dat de hoofdzaak lag bij de presentatie van boeken in Afrikaanse talen. In 2006 waren er uitgevers aanwezig uit 20 landen.
In 2007 deden 350 exposanten mee uit 25 landen, waarna er een daling te zien was in het aantal deelnemers: 293 in 2008, 274 in 2009 en 273 in 2010. Ook het aantal bezoekers liep terug, van bijna 50.000 naar ongeveer 33.500.